# Trend surface analysis
Trend surface analysis is de Engelse naam voor een wiskundige methode om de ruimtelijke verdeling in een dataset te bestuderen. De methode wordt met name toegepast in de aardwetenschappen, mijnbouw, archeologie, biogeografie en milieuwetenschap en bestaat uit het berekenen van een zogenaamde trend surface, een oppervlak dat de gegevens in de dataset zo goed mogelijk representeert. De trend surface is een model dat gebruikt kan worden om de verdeling van de in de dataset voorkomende variabelen in beeld te brengen, bijvoorbeeld door een kaart met contourlijnen.
De trend surface bestaat uit een polynoom {\displaystyle z(x,y)} in de variabelen x en y voor beide ruimtelijke coördinaten. Wat de graad van de polynoom is, hangt af van de precisie en ingewikkeldheid van het model. Als bijvoorbeeld de gemeten variabele de hoogte is, en men weet dat men op een schuin aflopend stuk grond staat, is de eenvoudigste benadering een hellend vlak, waarvan de hoogte z wiskundig beschreven kan worden als:
{\displaystyle z=c_{1}+c_{2}x+c_{3}y}.
Daarin zijn c1, c2 en c3 constanten die geschikt gekozen worden om het vlak zo goed mogelijk te laten aansluiten bij de gegevens in de dataset. Meestal zijn eerste-orde-polynomen niet voldoende om een realistische benadering te geven. Een trend surface met polynomen van orde hoger dan twee heeft de algemene formule:
{\displaystyle z=\sum _{i,j=1}^{n}c_{ij}x^{i}y^{j}}
In veel gevallen is het niet nodig polynomen van een hogere orde dan zes te gebruiken om tot een acceptabel model te komen.
Een trend surface zal duidelijk een bepaalde trend in de dataset zichtbaar maken. Tegelijkertijd zullen de punten waar de gegevens van de trend afwijken duidelijk zichtbaar worden. De methode is met name betrouwbaar bij datasets waarin de data willekeurig of gelijkmatig over het onderzochte gebied verspreid liggen.